# اچ‌ام‌اس بی۱۰
اچ‌ام‌اس بی۱۰ (به انگلیسی: HMS B10) یک زیردریایی بود که طول آن ۱۳۵ فوت (۴۱ متر) بود. این زیردریایی در سال ۱۹۰۶ ساخته شد.